# Élection présidentielle ivoirienne de 2020
L'élection présidentielle ivoirienne de 2020 a lieu le 31 octobre 2020 afin d'élire le président de la république de Côte d'Ivoire.
Le scrutin, boycotté par l'opposition, voit la réélection du président sortant Alassane Ouattara dès le premier tour.

## Contexte

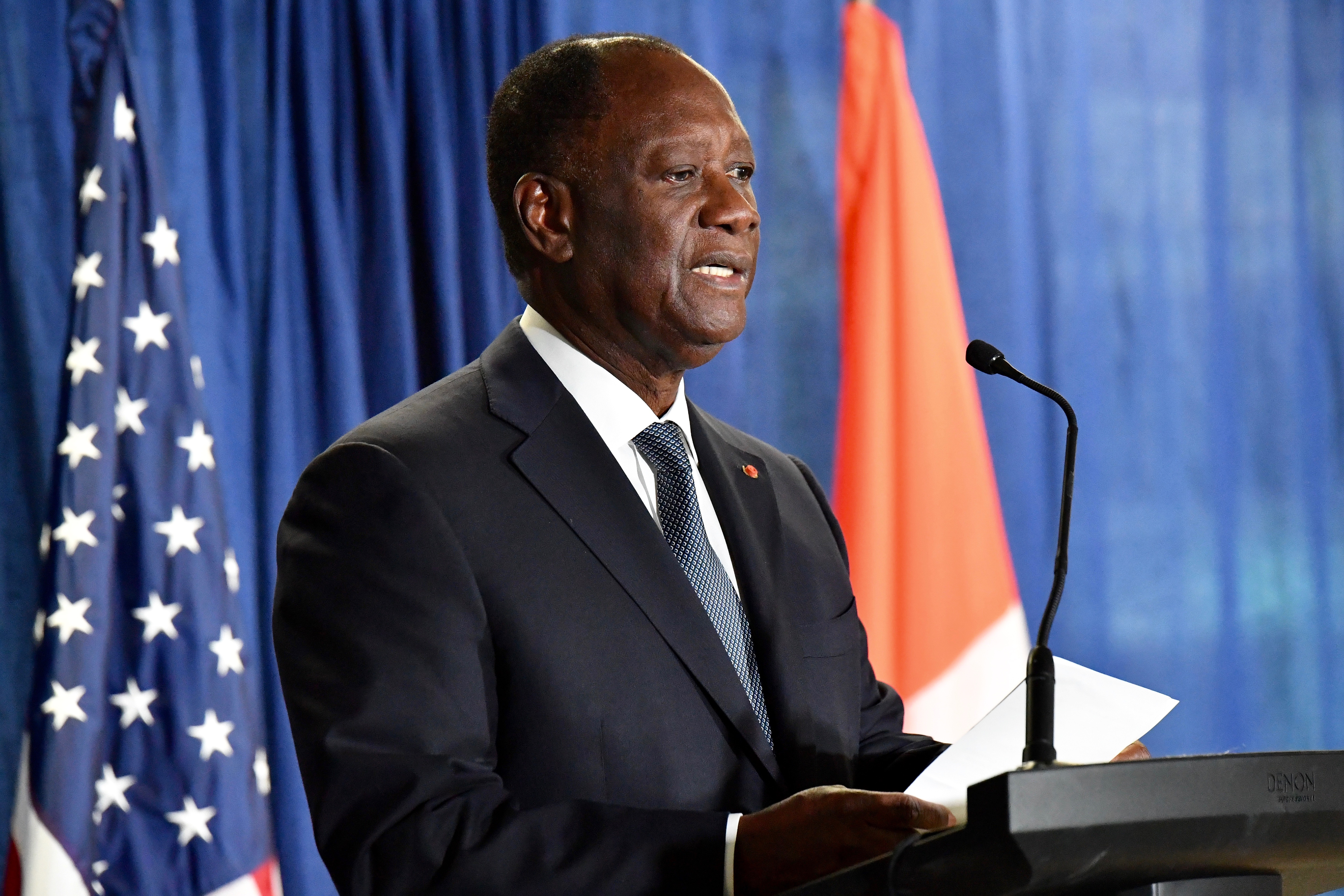
Le président sortant, Alassane Ouattara.

Le président sortant Alassane Ouattara est au pouvoir depuis la présidentielle de 2010, où il est élu au second tour face au président Laurent Gbagbo. Le scrutin débouche sur une crise politique en raison de l'annulation des résultats dans plusieurs régions du pays, donnant Gbagbo vainqueur. La crise, qui se transforme rapidement en guerre civile, s'achève cinq mois plus tard par la prise de la capitale par les forces nouvelles pro-Ouattara et l'arrestation de l'ancien président Gbagbo retranché dans la résidence présidentielle de Cocody. Ouattara est réélu dès le premier tour en 2015, l'opposition pro-Gbagbo ayant boycotté le scrutin. 
Un référendum constitutionnel  instaure la Troisième République, qui met en place un parlement bicaméral, un poste de vice-président et remet à zéro le compteur de la limite du nombre de mandats présidentiels, renouvelable une seule fois. Les précédentes législatives en décembre de la même année sont remportées par le Rassemblement des houphouëtistes pour la démocratie et la paix (RHDP) du président Alassane Ouattara, qui obtient la majorité absolue des suffrages et 167 sièges sur 255, les sièges restants étant principalement remportés par des candidats indépendants. Les sénatoriales de mars 2018 voient le RHDP l'emporter à nouveau avec 50 des 66 sénateurs élus au scrutin indirect par un collège électoral d'élus locaux et nationaux, le tiers restant étant nommé par le président. 
Estimant être en mesure de se représenter après ses deux premiers mandats, Alassane Ouattara affirme à plusieurs reprises son intention de ne pas briguer à nouveau la présidence, conditionnant toutefois ce retrait à la non-participation des anciens présidents Laurent Gbagbo et Henri Konan Bédié,,. Ouattara affirme ainsi vouloir « transférer le pouvoir à une nouvelle génération », mais uniquement si « ceux de [s]a génération comprennent que [leur] temps est passé ». Le 5 mars 2020, il annonce aux parlementaires du Sénat et de l'Assemblée nationale réunis en Congrès ne pas être candidat à sa réélection. Cette décision qu'il affirme avoir mûrie deux ans durant est saluée en Côte d'Ivoire comme à l'étranger,. Amadou Gon Coulibaly, premier ministre en exercice, est alors désigné candidat du Rassemblement des houphouétistes pour la démocratie et la paix (RHDP) pour la présidentielle. 
En mai 2020 cependant, Coulibaly est évacué vers la France pour être hospitalisé en raison de problèmes d'ordre cardiaque. Il est ensuite opéré une seconde fois en juin pour la pose d'un stent, avant de retourner en Côte d'Ivoire le 2 juillet,. Six jours plus tard, le 8 juillet, il meurt à la suite d’un malaise survenu en Conseil des ministres. La mort de son dauphin désigné à l'élection présidentielle est alors un coup dur pour le président sortant, qui s'était mis en froid avec plusieurs autres personnalité du parti au pouvoir afin d'imposer sa candidature. Devant le vide laissé par le décès du Premier Ministre et la mise hors jeu préalable de ses concurrents internes, une troisième candidature de Ouattara est évoquée, de même que celles du vice-président Daniel Kablan Duncan, du secrétaire général de la Présidence de la République Patrick Achi, ou encore du ministre de la Défense Hamed Bakayoko. Ouattara envisage de soutenir la candidature de Daniel Kablan Duncan avant d'y renoncer en raison des accusations portées à l'encontre de ce dernier sur une implication dans le trafic de cocaïne. 
Un temps envisagée en raison de la crise sanitaire causée par la pandémie de Covid-19, l’idée d’un report de l’élection présidentielle est repoussée par le Conseil des ministres du 8 avril, à l’occasion duquel le Code électoral est adopté par ordonnance. Les ministres reçoivent la consigne d’accélérer les opérations électorales une fois la crise endiguée.
En août 2020, la Commission électorale indépendante (CEI) est saisie pour examiner les recours déposés par quelque 11 000 personnes qui invoquent des erreurs dans leur inscription sur les listes électorales, voire leur absence sur les listes. Parmi ces recours figurent ceux de l’ancien président Laurent Gbagbo (FPI) et Guillaume Soro (GPS), radiés des listes à la suite de leur condamnation par contumace par la justice ivoirienne. Des proches de ce dernier contestent cette décision devant le tribunal de sa localité, Korhogo,. Le recours est définitivement rejeté par le tribunal le 28 août, les juges ayant estimé la demande « mal fondée » et non recevable. Les deux hommes ne peuvent par conséquent participer à la présidentielle d'octobre, en tant que candidats comme en tant qu'électeurs.
À la suite du décès de Coulibaly, Alassane Ouattara revient sur sa décision en annonçant se porter candidat à l’élection présidentielle lors d'un discours à la Nation, prononcé le 6 août, à l'occasion de la fête nationale ivoirienne. L'annonce est immédiatement suivie de violences pré-électorales. Des affrontements ont lieu entre des opposants à un troisième mandat du président sortant et des militants de son parti, le tout sur fond de tensions ethniques et communautaires,. La police est quant à elle accusée par Amnesty International d'organiser des contre-manifestations violentes en armant de machettes des civils,. Cinq personnes trouvent ainsi la mort durant le mois d'août et une centaine d'autres sont blessées. Des représentants de la société civile comme Pulchérie Gbalet sont arrêtés pour « trouble à l’ordre public, appel à l’insurrection, incitation à la révolte, violences et voie de fait et destructions de biens publics et privés »,. Le 18 août, le secrétaire général des Nations unies António Guterres se dit « préoccupé » et appelle « toutes les parties prenantes à résoudre leurs différends par le dialogue et à créer un environnement propice à une élection pacifique, inclusive et crédible» ». Mohamed Ibn Chambas, représentant spécial de l'ONU pour l'Afrique de l'Ouest et le Sahel, appelle à la tenue d'une élection « pacifique et inclusive ».

## Mode de scrutin
Le président ivoirien est élu au scrutin uninominal majoritaire à deux tours pour un mandat de cinq ans renouvelable une seule fois de manière consécutive. Est élu le candidat ayant recueilli la majorité absolue des suffrages exprimés au premier tour. À défaut, un second tour est organisé entre les deux candidats arrivés en tête au premier, et celui recueillant le plus de suffrages est déclaré élu. La constitution fixe la date du premier  tour au dernier samedi du mois d'octobre de la cinquième année du mandat présidentiel en cours, et celle du second tour éventuel au dernier samedi du mois de novembre suivant.
Le scrutin présidentiel de 2020 est le premier à avoir lieu sous la Constitution ivoirienne de 2016 adoptée par référendum quatre ans plus tôt. Celle-ci modifie notamment plusieurs des critères d'éligibilité du président : la limite maximum d'âge d'un candidat, auparavant fixée à 75 ans, disparaît, tandis que l'âge minimum est abaissé à 35 ans (art. 55). 
Là où l'ancienne constitution imposait qu'un candidat soit « exclusivement de nationalité ivoirienne, nés de père et de mère eux-mêmes ivoiriens d'origine », la nouvelle constitution remplace cette condition par « nés de père ou de mère ». Un seul des parents d'un candidat présidentiel a désormais besoin de posséder la nationalité ivoirienne de naissance et ils ont maintenant la possibilité d'avoir eu une autre citoyenneté. Le candidat lui-même peut également avoir eu une autre nationalité, ce qui était auparavant impossible, mais doit y renoncer avant de soumettre sa candidature.
La fonction de vice-président est également créée en 2016. Celui-ci succède au président en cas de vacance du pouvoir. Le mandat d'Alassane Ouattara étant en cours au moment de la modification, dont la version initiale prévoyait son élection dans le cadre d'un ticket présidentiel, le vice-président Daniel Kablan Duncan a été exceptionnellement nommé par le président en janvier 2017, en accord avec l'article 179,. Un projet de révision constitutionnelle annoncé par Ouattara en mars 2020 en même temps que son absence de candidature vise notamment à entériner la désignation du vice-président, nommé par le président avec l'accord du parlement. Un vice-président terminant le mandat du président en cas d’empêchement de celui-ci ne le fait plus « de plein droit », n'étant plus élu, mais par intérim. De plus, en cas d’empêchement du vice-président, le Premier ministre en exercice en prend la succession par intérim, également jusqu'au terme du mandat du président élu,. La nouvelle réforme constitutionnelle est adoptée le 17 mars à la majorité des deux tiers du parlement.

## Candidatures
Pour la première fois, les candidats à l'élection présidentielle sont soumis à une obligation de collecte de parrainages pour valider leur candidatures. Les soutiens d'au moins 1 % des électeurs d'au moins 17 des 31 régions ou districts autonomes du pays sont ainsi nécessaires. Les électeurs ne peuvent par ailleurs parrainer qu'un seul candidat chacun,. Les réseaux sociaux jouent par ailleurs un rôle important durant la campagne.

### Validées
Sur 44 candidatures, quatre sont validées.
La succession organisée par Ouattara au sein du RHPD ayant été mise à mal quelques mois avant le scrutin par le décès d'Amadou Gon Coulibaly des suites de problèmes cardiaques, le président sortant annonce finalement sa candidature le 6 août. Deux semaines plus tard, le RHDP investit le chef de l’État sortant comme candidat à l’élection présidentielle. Le Conseil constitutionnel valide sa candidature, estimant que le  texte constitutionnel ayant institué la troisième république étant une nouvelle constitution et non pas une révision, les mandats effectués avant son entrée en vigueur ne sont pas comptés par elle, en l'absence de dispositions particulières en ce sens.
L'ancien président Henri Konan Bédié (1993-1999) annonce le 20 juin 2020 sa participation à la présidentielle sous les couleurs du Parti démocratique de Côte d'Ivoire (PDCI). La candidature de l'ancien président, âgé de 86 ans, suscite des critiques en raison de son âge avancé.
Pascal Affi N'Guessan est désigné candidat du Front populaire ivoirien sans avoir reçu l'aval de Laurent Gbagbo, avec lequel il est en froid depuis de nombreuses années. Il déclare officiellement sa candidature le 26 août. Dans le même temps, l'ancien président Bédié annonce l'existence d'un accord entre sa formation et le FPI, sur le soutien de l'un à l'autre si l'un des deux se qualifie au second tour.
La candidature sans étiquette de Kouadio Konan Bertin, membre dissident du PDCI, est également retenue,.

### Rejetées
Quarante candidats échouent à faire valider leurs candidatures, dont :
- Mamadou Koulibaly annonce sa candidature dès 2018. Ancien ministre du Budget, puis de l'Économie et des Finances de 2000 à 2001 avant de devenir président de l'Assemblée nationale de 2001 à 2012, il est désigné comme candidat à la présidentielle de 2020 lors du 3e congrès ordinaire du parti Liberté et Démocratie pour la République (LIDER) le 24 mars 2018[50].
- L'ancien ministre des Affaires étrangères Marcel Amon-Tanoh, qui avait annoncé sa candidature le 22 juillet[51].
- Bien qu'acquitté par la Cour pénale internationale (CPI), l'ancien président Laurent Gbagbo (2000-2011) est dans l'incapacité de se présenter au scrutin du fait de sa condamnation à 20 ans de prison et de la perte de ses droits civiques pour cinq ans. Les autorités ne lui ont par ailleurs pas remis de passeport pour retourner au pays[52]. Alors que Amadou Gon Coulibaly, décédé en juillet 2020, tente de convaincre le président Ouattara de permettre son retour au pays avant la présidentielle, ce dernier refuse une telle possibilité[53]. La coalition Ensemble pour la démocratie et la souveraineté (EDS) annonce le 26 août qu'elle entend déposer la candidature de Laurent Gbagbo à la présidentielle malgré la radiation de celui-ci des listes électorales[54]. La Cour africaine des droits de l'homme et des peuples appelle les autorités à autoriser Soro à participer au scrutin[55].
- Le président de l'Union pour la démocratie et la paix en Côte d'Ivoire (UDPCI), Albert Toikeusse Mabri, annonce sa candidature le 3 août[56].
- L'ancien Premier ministre Guillaume Soro (2007-2010 ; 2011-2012) annonce sa candidature en octobre 2019[57]. Alors qu'il est en exil en France, il est condamné à 20 ans de prison et à la privation de ses droits civiques pendant cinq ans, ce qui l'empêche de voter et de participer à la présidentielle[58],[59],[60]. La Cour africaine des droits de l'homme et des peuples appelle les autorités à autoriser Soro à participer au scrutin[61].

## Résultats
|                          | Alassane Ouattara        | RHDP                     | 3 031 483 | 95,31 |  |  |
|                          | Kouadio Konan Bertin     | Indépendant              | 64 011    | 2,01  |  |  |
|                          | Henri Konan Bédié        | PDCI                     | 53 330    | 1,68  |  |  |
|                          | Pascal Affi N'Guessan    | FPI                      | 31 986    | 1,01  |  |  |
|                          |                          |                          |           |       |  |  |
| Votes valides            | Votes valides            | Votes valides            | 3 180 810 | 97,28 |  |  |
| Votes blancs et nuls     | Votes blancs et nuls     | Votes blancs et nuls     | 89 003    | 2,72  |  |  |
| Total                    | Total                    | Total                    | 3 269 813 | 100   |  |  |
| Abstention               | Abstention               | Abstention               | 2 796 628 | 46,10 |  |  |
| Inscrits / participation | Inscrits / participation | Inscrits / participation | 6 066 441 | 53,90 |  |  |

## Suites
Le premier tour est entaché de violences : seuls 17 601 bureaux de votes peuvent ouvrir sur 22 381, provoquant une réduction du nombre d'inscrits capables de voter de 7 495 082 à 6 066 441, soit une exclusion de près d'un cinquième des inscrits. Le 3 novembre 2020, la Commission électorale indépendante publie les résultats provisoires, et annonce la victoire du président sortant Alassane Ouattara avec plus de 94% des suffrages, pour un taux de participation de 53,90 % sur la base des six millions d'inscrits ayant pu voter,. 
Les opposants annoncent la création d'un conseil national de transition,. Le 7 novembre 2020, Pascal Affi N'Guessan est arrêté. Il est accusé par le procureur de « complot contre l'autorité de l'État », « mouvement insurrectionnel », « assassinat » et « actes de terrorisme ».
Le 9 novembre, le Conseil constitutionnel confirme les résultats publiés par la Commission électorale, qui donnent 95,31 % des suffrages au président sortant.
Henri Konan Bédié annonce le 9 décembre qu’il met fin au régime de « transition » proclamé à la suite de l’élection, et appelle au « dialogue national ».
Alassane Ouattara prête serment pour un troisième mandat le 14 décembre 2020. Il annonce dans la foulée la création d’un ministère de la Réconciliation nationale et appelle à la reprise du dialogue avec l’opposition en vue des élections législatives de 2021.